# 细鹅毛竹
细鹅毛竹（学名：Shibataea chinensis var. gracilis）为禾本科倭竹属下的一个变种。

## 扩展阅读
- 維基物種上的相關：细鹅毛竹